# Пермская
Пермская — деревня в Омутнинском районе Кировской области. Входит в Вятское сельское поселение.

## География
Находится на правобережье Вятки на расстоянии примерно 17 километров по прямой на северо-восток от районного центра города Омутнинск.

## История
Известна с 1720 года, когда в ней было учтено 11 душ мужского пола. В 1858 году учтено 63 жителя. В 1897 году было дворов 19, жителей 127, в 1916 году 19 и 126 соответственно. В период коллективизации был основан колхоз «Труженик», позже работали колхозы «Коммунар», «Первомайский», «Мир», а также совхоз «Зиминский».

## Население
Постоянное население  составляло 95 человек (русские 95%) в 2002 году, 50 в 2010.